# فشل المستعر الأعظم

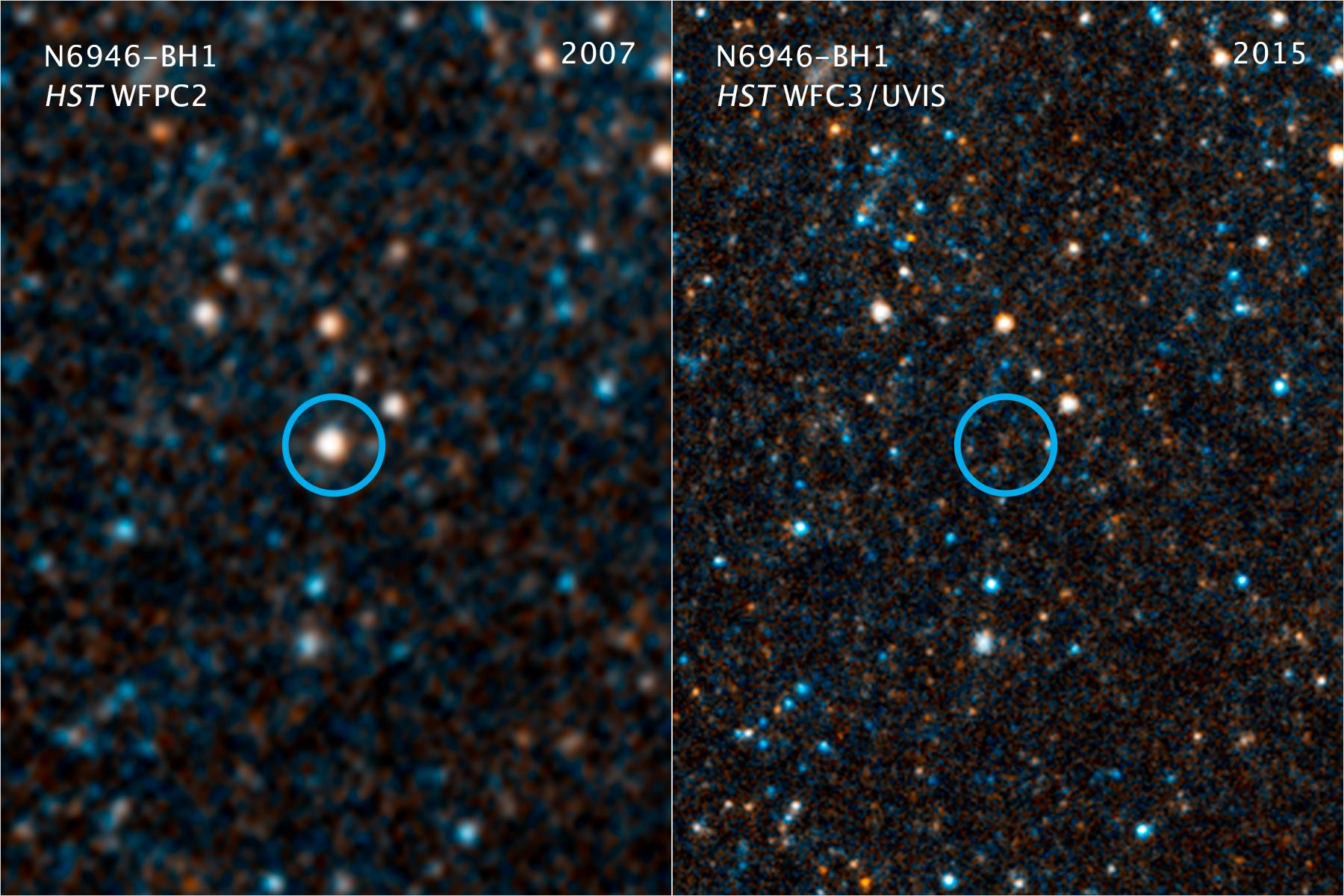

المستعر الأعظم الفاشل (بالإنجليزية: Failed supernova)‏ هو حدث فلكي في نطاق علم الفلك الزمني حيث يضيء نجم فجأة كما هو الحال في المرحلة الأولى من المستعر الأعظم، ولكن بعد ذلك لا يزيد إلى التدفق الهائل لمستعر أعظم. ويمكن اعتباره فئة فرعية من المستعرات الأعظمية المخادعة .في بعض الأحيان يطلق عليها اسم (لامستعر) (بالإنجليزية: unnovae)‏.
ويعتقد أن المستعرات الأعظمية الفاشلة تخلق ثقوب سوداء نجمية من خلال انهيار عملاق أحمر ضخم في المراحل المبكرة من المستعر الأعظم.عندما لا يستطيع النجم أن يدعم نفسه، ينهار لُبّ النجم تماما، ويشكل ثقب أسود نجمي، ويستهلك المستعر الأعظم الناشئ دون أن يحدث انفجار هائل. تظهر عمليات رصد النجوم العملاقة الحمراء البعيدة بهوت وأختفاء وميضها في لمح البصر ويبدو أن حالات الاختفاء التي لوحظت تنطوي على نجوم عملاقة ذات كتل فوق 17 كتلة شمسية.
وتعد المستعرات الأعظمية الفاشلة إحدى الأحداث العديدة التي تشير نظريا إلى ظهور ثقب أسود تَحَدّرَ من نجم هائل للغاية، والبعض الآخر مستعر فوق عظيم أو انفجار أشعة غاما.

## التركيب والأسلوب
نظريا، قد ينفجر النجم العملاق الأحمر الضخم جدا إلي مستعر أعظم وينهار مباشرة إلى ثقب أسود، من دون حدوث وميض ساطع. إلا أنه سوف يولد موجة من موجات الجاذبية.هذه العملية تحدث في العمالقة الحمراء ذات الكتل الكبيرة، موضحا غياب المستعرات العظمى المرصودة من مثل أسلاف هذة المستعرات.